# 187
Cette page concerne l'année 187  du calendrier julien. Pour l'année 187 av. J.-C., voir 187 av. J.-C. Pour le nombre 187, voir 187 (nombre).
L'année 187 est une année commune qui commence un dimanche.

## Événements
- Mars : attentat manqué de Maternus contre l'empereur Commode à Rome[1].
- Été : Septime Sévère se marie en secondes noces avec une princesse syrienne, Julia Domna, fille du grand prêtre d'Émèse Julius Bassianus[2].
- Albinus défait les tribus germaniques des Chattes et des Hermundures, qui poussées par les Semnons, ont envahi le Taunus et les Champs Décumates, comprenant la Forêt-Noire[3].
- Septime Sévère est nommé légat de Gaule lyonnaise (187-188)[4].
- Peste à Rome (187-188)[5]. L'empereur Commode se retire à Laurentum[6].

## Naissances en 187
- Cao Pi, écrivain chinois.
- Guo Huai, général du Wei.

## Décès en 187
- Ou Xing, Bandit de la commanderie de Changsha dans la Province de Jing
- Maternus, déserteur romain à la tête d'une sédition en Gaule